# 메시에 93
M93는 고물자리에 위치한 산개 성단이다.

## 관측 이력 및 모습
찰스 메시에(Charles Messier)에 의해 발견되었고 1781년에 그의 혜성 같은 물체 목록에 추가되었다. 윌리엄 허셜(William Herschel)의 여동생인 캐롤린 허셜(Caroline Herschel)은 1783년에 메시에 93을 독립적으로 발견했으며 아직 메시에에 의해 목록에 포함되지 않았다고 생각했다.
월터 스콧 휴스턴(Walter Scott Houston, 1993년 사망)은 그 모습을 다음과 같이 설명했다.
일부 관찰자들은 클러스터가 불가사리 모양을 가지고 있다고 언급한다. 적당한 크기의 망원경으로 보면 이것은 흐릿한 밤의 모습이지만 [4인치 굴절 망원경]은 전형적인 별이 박힌 은하단으로 보여준다.

## 같이 보기
- 메시에 천체 목록